# Paz de Praga (1866)
La Paz de Praga fue un tratado de paz firmado en Praga, el 23 de agosto de 1866, que puso fin a la guerra austro-prusiana. Como consecuencia de este tratado, el reino de Prusia se consolidó como potencia dentro de los estados alemanes. Pese a ser derrotado, el Imperio austriaco fue tratado con indulgencia y no se le sujetó a grandes pérdidas territoriales ni financieras, ya que Otto von Bismarck convenció a Guillermo I de que mantener a Austria como potencia europea sería beneficioso para Prusia.
Firmantes:
- Imperio austríaco, representado por el Barón Adolphus Brenner.
- Reino de Prusia, representado por el Barón Charles von Werther.

Los resultados de la paz fueron los siguientes:
- Austria perdió definitivamente el Véneto y Mantua, que fue cedido a Napoleón III de Francia, quien a su vez lo cedió a Italia. Austria se negó a ceder esta región directamente a Italia porque las tropas austriacas habían vencido a los italianos en las dos batalles claves entre ambos: una en el mar (Lissa) y otra en tierra (Custozza).
- El gobierno de Viena fue permanentemente excluido de los asuntos políticos de Alemania, con lo cual esta fue considerada Kleindeutschland (‘pequeña Alemania’).
- Se confirmó la adquisición prusiana de los ducados daneses de Holstein, Lauenburgo y Schleswig, que habían sido cedidos a Austria y Prusia respectivamente tras la Paz de Viena (1864), que puso fin a la segunda guerra de Schleswig.
- Prusia se anexiona el Reino de Hannover, el Ducado de Nassau, Hesse-Homburg, el electorado de Hesse-Kassel y la ciudad Libre de Fráncfort.
- Los prusianos prometieron realizar un plebiscito para Schleswig del Norte que decidiría si esta región volvería a Dinamarca.[3]
- Se creó la Confederación Alemana del Norte, que abarcaría los estados alemanes del norte, Prusia y la mitad norte (Oberhessen) de Hesse-Darmstadt.
- Los estados alemanes del sur como Baviera, Sajonia, Württemberg y Baden, que habían apoyado a Austria, mantuvieron su independencia, pero debieron pagar una fuerte indemnización de guerra en favor de Prusia.